# Associazione Calcio Brescia 1972-1973
Questa voce raccoglie le informazioni riguardanti l'Associazione Calcio Brescia nelle competizioni ufficiali della stagione 1972-1973.

## Stagione
Nel Brescia affidato per questa stagione a Giuliano Piovanelli arrivano due nuovi attaccanti: Vincenzo Marino e dall'Asti Ezio Bertuzzo.
Ma il campionato delle rondinelle è irto di difficoltà fin dall'inizio, basti pensare che il primo successo arriva la vigilia di Natale contro il Perugia (2-1). Al termine del girone di andata ha solo dodici punti.
Si cambia allenatore, arriva il bresciano Renato Gei, con lui le cose migliorano nel girone di ritorno. Si arriva così con l'acqua alla gola all'ultima giornata di campionato a Mantova contro i virgiliani, che hanno gli stessi punti delle rondinelle ma una differenza reti a sfavore.
La partita che termina 1-1 salva il Brescia e fa retrocedere il Mantova.
In Coppa Italia il Brescia gioca il girone 2 eliminatorio, che qualifica ai gironi di semifinale la Reggiana.

## Rosa
| N. |                   | Ruolo | Calciatore          |
| -- | ----------------- | ----- | ------------------- |
|    | Italia (bandiera) | P     | Andrea Belotti      |
|    | Italia (bandiera) | P     | Ernesto Galli       |
|    | Italia (bandiera) | D     | Bernardino Busi     |
|    | Italia (bandiera) | D     | Giovanni Botti      |
|    | Italia (bandiera) | D     | Luigi Cagni         |
|    | Italia (bandiera) | D     | Angelo Del Favero   |
|    | Italia (bandiera) | D     | Sergio Facchi       |
|    | Italia (bandiera) | D     | Angiolino Gasparini |
|    | Italia (bandiera) | D     | Bernardo Rogora     |
|    | Italia (bandiera) | C     | Evaristo Beccalossi |
|    | Italia (bandiera) | C     | Ciro Bilardi        |
|    | Italia (bandiera) | C     | Renato Damonti      |
|    | Italia (bandiera) | C     | Giorgio Fanti       |
|    | Italia (bandiera) | C     | Vincenzo Guerini    |

| N. |                   | Ruolo | Calciatore           |
| -- | ----------------- | ----- | -------------------- |
|    | Italia (bandiera) | C     | Fausto Inselvini     |
|    | Italia (bandiera) | C     | Aldo Pasquino        |
|    | Italia (bandiera) | C     | Giovanni Trainini    |
|    | Italia (bandiera) | A     | Adriano Abate        |
|    | Italia (bandiera) | A     | Gian Antonio Andreis |
|    | Italia (bandiera) | A     | Ezio Bertuzzo        |
|    | Italia (bandiera) | A     | Alberto Gamba        |
|    | Italia (bandiera) | A     | Giampaolo Lanzetti   |
|    | Italia (bandiera) | A     | Vincenzo Marino      |
|    | Italia (bandiera) | A     | Mauro Nardoni        |
|    | Italia (bandiera) | A     | Egidio Salvi         |
|    | Italia (bandiera) | A     | Augusto Serpelloni   |
|    | Italia (bandiera) | A     | Claudio Vaccario     |

## Risultati

### Serie B

#### Girone di andata
| Arbitro: | Serafino (Roma) |

|  |           |               |
|  | Marcatori | 76’ Carnevali |

| Arbitro: | Reggiani (Bologna) |

|                 |           |             |
| Francesconi 24’ | Marcatori | 28’ Guerini |

| Arbitro: | Frasso (Capua) |

|            |           |            |
| Marino 80’ | Marcatori | 82’ Jaconi |

| Monza 8 ottobre 1972 4ª giornata | Monza         | 0 – 0 | Brescia | Stadio Gino Alfonso Sada\| Arbitro: \| Lupi (Genova) \| |
| Arbitro:                         | Lupi (Genova) |       |         |                                                         |

| Arbitro: | Barbaresco (Cormons) |

|           |           |                  |
| Marino 3’ | Marcatori | 37’ (aut.) Cagni |

| Arbitro: | Reggiani (Bologna) |

|                            |           |  |
| Bordon 8’ Corradi 37’, 76’ | Marcatori |  |

| Arbitro: | Menicucci (Firenze) |

|              |           |              |
| Lanzetti 28’ | Marcatori | 67’ Franzoni |

| Arbitro: | Trono (Torino) |

|             |           |             |
| Frigerio 2’ | Marcatori | 20’ Damonti |

| Arbitro: | Ciacci (Firenze) |

|  |           |                                      |
|  | Marcatori | 55’, 80’ Rizzo 66’ (aut.) Del Favero |

| Arbitro: | Lattanzi (Roma) |

|          |           |  |
| Riva 37’ | Marcatori |  |

| Brescia 26 novembre 1972 11ª giornata | Brescia                     | 0 – 0 | Reggiana | Stadio Mario Rigamonti\| Arbitro: \| Moretto (San Donà di Piave) \| |
| Arbitro:                              | Moretto (San Donà di Piave) |       |          |                                                                     |

| Arbitro: | Cantelli (Firenze) |

|                       |           |              |
| Paina 17’ Aristei 49’ | Marcatori | 40’ Bertuzzo |

| Arbitro: | Gialluisi (Barletta) |

|             |           |               |
| Bilardi 90’ | Marcatori | 77’ Bolognesi |

| Arbitro: | Lupi (Genova) |

|                         |           |  |
| Silva 44’ Campanini 72’ | Marcatori |  |

| Arbitro: | Prati (Parma) |

|            |           |  |
| Marino 84’ | Marcatori |  |

| Arbitro: | Stagnoli (Bologna) |

|                   |           |  |
| Comini 67’ (rig.) | Marcatori |  |

| Arbitro: | Angonese (Mestre) |

|            |           |  |
| Marino 75’ | Marcatori |  |

| Arbitro: | Branzoni (Pavia) |

|           |           |  |
| Gorin 56’ | Marcatori |  |

| Arbitro: | Gussoni (Tradate) |

|           |           |                  |
| Fanti 13’ | Marcatori | 27’, 55’ Cristin |

#### Girone di ritorno
| Arbitro: | Agnolin (Bassano del Grappa) |

|           |           |           |
| Lanzi 64’ | Marcatori | 76’ Salvi |

| Arbitro: | Michelotti (Parma) |

|             |           |  |
| Nardoni 82’ | Marcatori |  |

| Arbitro: | Calì (Roma) |

|            |           |              |
| Gritti 73’ | Marcatori | 2’ Inselvini |

| Brescia 25 febbraio 1973 23ª giornata | Brescia             | 0 – 0 | Monza | Stadio Mario Rigamonti\| Arbitro: \| Panzino (Catanzaro) \| |
| Arbitro:                              | Panzino (Catanzaro) |       |       |                                                             |

| Arbitro: | Chiapponi (Livorno) |

|                         |           |  |
| Braglia 72’ Morrone 86’ | Marcatori |  |

| Arbitro: | Barbaresco (Cormons) |

|           |           |           |
| Simoni 8’ | Marcatori | 72’ Salvi |

| Arbitro: | Grassi (Savona) |

|                         |           |  |
| Giannattasio 57’ (rig.) | Marcatori |  |

| Arbitro: | Porcelli (Lodi) |

|                             |           |  |
| Lanzetti 62’ Serpelloni 86’ | Marcatori |  |

| Arbitro: | Gialluisi (Barletta) |

|                      |           |  |
| Spelta 33’ Braca 39’ | Marcatori |  |

| Arbitro: | Lattanzi (Roma) |

|                     |           |  |
| Del Favero 23’, 80’ | Marcatori |  |

| Arbitro: | Menicucci (Firenze) |

|              |           |          |
| Vignando 77’ | Marcatori | 6’ Gamba |

| Arbitro: | Menegali (Roma) |

|                 |           |  |
| Marino 79’, 86’ | Marcatori |  |

| Arezzo 6 maggio 1973 32ª giornata | Arezzo                      | 0 – 0 | Brescia | Stadio Comunale\| Arbitro: \| Moretto (San Donà di Piave) \| |
| Arbitro:                          | Moretto (San Donà di Piave) |       |         |                                                              |

| Arbitro: | Trinchieri (Reggio Emilia) |

|             |           |                |
| Guerini 68’ | Marcatori | 86’ Bertarelli |

| Arbitro: | Pieroni (Roma) |

|                           |           |  |
| Innocenti 54’ Morello 76’ | Marcatori |  |

| Brescia 25 maggio 1973 35ª giornata | Brescia           | 0 – 0 | Reggina | Stadio Mario Rigamonti\| Arbitro: \| Toselli (Cormons) \| |
| Arbitro:                            | Toselli (Cormons) |       |         |                                                           |

| Arbitro: | Calì (Roma) |

|                              |           |            |
| Cagni 1’ (aut.) Sigarini 39’ | Marcatori | 84’ Marino |

| Arbitro: | Michelotti (Parma) |

|                        |           |  |
| Bertuzzo 12’ Salvi 54’ | Marcatori |  |

| Arbitro: | Gonella (Torino) |

|                    |           |           |
| Panizza 55’ (rig.) | Marcatori | 4’ Marino |

### Coppa Italia

#### Primo turno
| Arbitro: | Calì (Roma) |

|                                  |           |  |
| Speggiorin 14’, 42’ Vendrame 53’ | Marcatori |  |

| Arbitro: | Lattanzi (Roma) |

|                          |           |              |
| Marino 6’, 34’ Salvi 11’ | Marcatori | 66’ Picat Re |

| Torino 6 settembre 1972 4ª giornata | Torino              | 0 – 0 | Brescia | Stadio Comunale\| Arbitro: \| Panzino (Catanzaro) \| |
| Arbitro:                            | Panzino (Catanzaro) |       |         |                                                      |

| Arbitro: | Benedetti (Roma) |

|                     |           |                   |
| Salvi 19’, 27’, 29’ | Marcatori | 31’, 66’ Spagnolo |

## Statistiche

### Statistiche di squadra
| Competizione | Punti | In casa | In casa | In casa | In casa | In casa | In casa | In trasferta | In trasferta | In trasferta | In trasferta | In trasferta | In trasferta | Totale | Totale | Totale | Totale | Totale | Totale | DR  |
| Competizione | Punti | G       | V       | N       | P       | Gf      | Gs      | G            | V            | N            | P            | Gf           | Gs           | G      | V      | N      | P      | Gf     | Gs     | DR  |
| ------------ | ----- | ------- | ------- | ------- | ------- | ------- | ------- | ------------ | ------------ | ------------ | ------------ | ------------ | ------------ | ------ | ------ | ------ | ------ | ------ | ------ | --- |
| Serie B      | 31    | 19      | 7       | 9       | 3       | 18      | 12      | 19           | 0            | 8            | 11           | 8            | 25           | 38     | 7      | 17     | 14     | 26     | 37     | -11 |
| Coppa Italia | 5     | 2       | 2       | 0       | 0       | 6       | 3       | 2            | 0            | 1            | 1            | 0            | 3            | 4      | 2      | 1      | 1      | 6      | 6      | 0   |
| Totale       |       | 21      | 9       | 9       | 3       | 24      | 15      | 21           | 0            | 9            | 12           | 8            | 28           | 42     | 9      | 18     | 15     | 32     | 43     | -11 |

### Statistiche dei giocatori
| Giocatore     | Serie B  | Serie B | Coppa Italia | Coppa Italia | Totale   | Totale |
| Giocatore     | Presenze | Reti    | Presenze     | Reti         | Presenze | Reti   |
| ------------- | -------- | ------- | ------------ | ------------ | -------- | ------ |
| A. Abate      | 2        | 0       | 4            | 0            | 6        | 0      |
| G. Andreis    | 2        | 0       | 1            | 0            | 3        | 0      |
| E. Beccalossi | 1        | 0       | -            | -            | 1        | 0      |
| A. Belotti    | 4        | -3      | -            | -            | 4        | -3     |
| E. Bertuzzo   | 10       | 2       | -            | -            | 10       | 2      |
| C. Bilardi    | 3        | 1       | -            | -            | 3        | 1      |
| B. Busi       | 33       | 0       | 4            | 0            | 37       | 0      |
| L. Cagni      | 33       | 0       | 4            | 0            | 37       | 0      |
| R. Damonti    | 18       | 1       | 1            | 0            | 19       | 1      |
| A. Del Favero | 14       | 2       | -            | -            | 14       | 2      |
| S. Facchi     | 26       | 0       | 3            | 0            | 29       | 0      |
| G. Fanti      | 27       | 1       | 4            | 0            | 31       | 1      |
| E. Galli      | 35       | -34     | 4            | -6           | 39       | -40    |
| A. Gamba      | 25       | 1       | -            | -            | 25       | 1      |
| A. Gasparini  | 36       | 0       | 2            | 0            | 38       | 0      |
| V. Guerini    | 14       | 2       | 4            | 0            | 18       | 2      |
| F. Inselvini  | 38       | 1       | 4            | 0            | 42       | 1      |
| G. Lanzetti   | 10       | 2       | -            | -            | 10       | 2      |
| V. Marino     | 36       | 8       | 2            | 2            | 38       | 10     |
| M. Nardoni    | 15       | 1       | 4            | 0            | 19       | 1      |
| A. Pasquino   | 3        | 0       | 1            | 0            | 4        | 0      |
| B. Rogora     | 21       | 0       | 4            | 0            | 25       | 0      |
| E. Salvi      | 33       | 3       | 4            | 4            | 37       | 7      |
| A. Serpelloni | 3        | 1       | -            | -            | 3        | 1      |
| G. Trainini   | 5        | 0       | -            | -            | 5        | 0      |
| C. Vaccario   | 1        | 0       | -            | -            | 1        | 0      |